# Kamil Ratajczak
Kamil Ratajczak (* 24. September 1985 in Wałbrzych) ist ein polnischer Volleyballspieler.

## Karriere
Ratajczak begann seine sportliche Karriere mit Basketball. Wegen fehlender Körpergröße folgte er dann dem Vorbild seines Vaters Dariusz, der als Volleyballer polnischer Pokalsieger geworden war. Kamil Ratajczak spielte zunächst in seiner Heimatstadt bei Juventur Wałbrzych. Erst agierte er als Zuspieler, bevor er schließlich Libero wurde. Vom Zweitligisten Kamienna Góra wechselte er zu GTPS Gorzów Wielkopolski. In der ersten polnischen Liga spielte Ratajczak, der auch einige Einsätze in der polnischen Nationalmannschaft hatte, außerdem bei AZS PWSZ Nysa. 2011 wurde er vom deutschen Bundesligisten Netzhoppers Königs Wusterhausen verpflichtet.